# شیواچفو
شیواچفو شهری در استان اسلیون کشور بلغارستان است که جمعیت آن در سال ۲۰۰۱ میلادی ۴٬۳۰۳ نفر بوده‌است.